# Кућа поред гробља
Кућа поред гробља (итал. Quella villa accanto al cimitero) италијански је натприродни сплатер хорор филм из 1981. године, редитеља Луча Фулчија, са Катрионом Макол, Паолом Малком, Анијом Пјерони и Ђованијем Фрецом у главним улогама. Представља трећи и последњи део Фулчијеве трилогије Седам капија пакла, као и тематски наставак филмова Град живих мртваца (1980) и Изван (1981). Радња прати серију убистава која се одигравају у уклетој новоенглеској кући, чији зидови крију застрашујућу тајну.
Као и у претходна два дела, главну улогу тумачи Катриона Макол, иако је њен лик поново промењен. Поред ње, од споредних глумаца из претходних делова враћају се Ђанпаоло Сакарола и Карло де Мејо, али су и њихови ликови промењени. Према Фулчијевим речима, филм је инспирисан делима Хауарда Филипса Лавкрафта, док је сценариста Дардано Сакети инспирацију нашао у новели Окретај завртња аутора Хенрија Џејмса.
Филм је сниман на више локација у Бостону, Масачусетсу и Риму, у периоду од марта до маја 1981, са буџетом од приближно 600 милиона италијанских лира. Премијерно је приказан 14. августа 1981. у Торину. Са зарадом од преко 1,4 милијарде лира постао је Фулчијев комерцијално најуспешнији хорор филм из периода 1980-их. Добио је претежно позитивне оцене критичара, али слабије од претходна два дела. Италијански критичари су га у више наврата поредили са Франкенштајном и Исијавањен.

## Радња
Филм почиње сценом у којој млада девојка тражи свог дечка у напуштеној кући. Убрзо проналази његово тело избодено маказама и пре него што успе да побегне, напада је непозната особа и убија ножем. Нападач након тога одвлачи оба тела у подрум куће...
Боб Бојл се са својим родитељима, Норманом и Луси, сели у исту кућу. Норманов бивши колега, доктор Петерсон, који је претходни власник куће, починио је самоубиство у њој. Бобу почиње да се привиђа девојчица по имену Меј, која га упозорава да што пре оде из куће.

## Улоге
| Глумац              | Улога                    |
| ------------------- | ------------------------ |
| Катриона Макол      | Луси Бојл                |
| Паоло Малко         | др Норман Бојл           |
| Анија Пјерони       | Ен                       |
| Ђовани Фреца        | Боб Бојл                 |
| Силвија Колатина    | Меј Фројдштајн           |
| Дагмар Ласандер     | Лаура Гитлсон            |
| Ђовани де Нава      | др Џејкоб Тес Фројдштајн |
| Данијела Дорија     | прва жртва               |
| Ђанпаоло Сакарола   | Данијел Даглас           |
| Карло де Мејо       | господин Витли           |
| Кенет А. Олсен      | Харолд                   |
| Елмер Џонсон        | чувар гробља             |
| Ранијери Ферера     | жртва                    |
| Тереза Роси Пасанте | Мери Фројдштајн          |
| Лучо Фулчи          | професор Милер           |